# فصل توفند ۲۰۰۵ (میلادی) اقیانوس اطلس
الگو:Infobox hurricane season

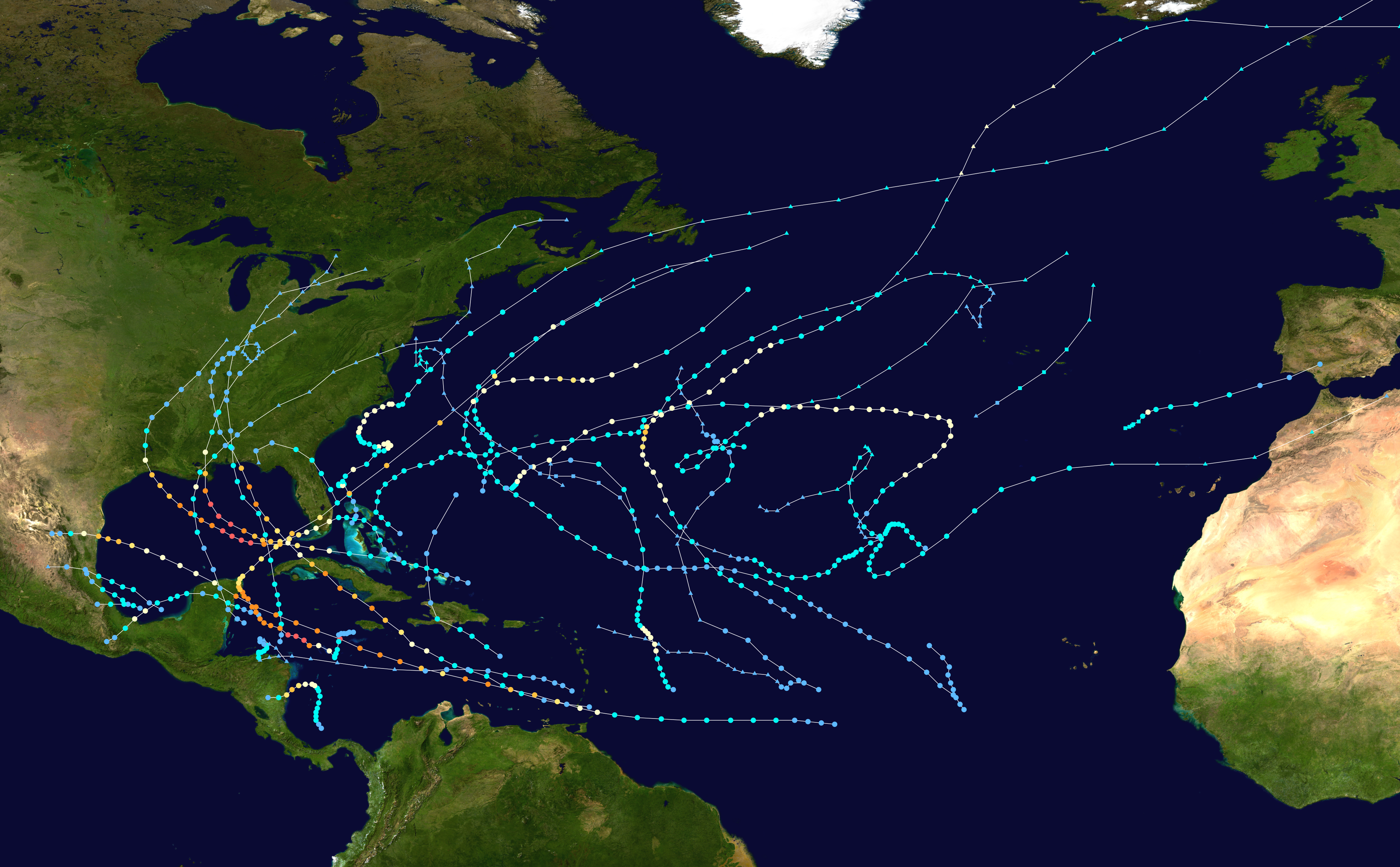
شمای اجمالی توفندهای فصلی آتلانتیک ۲۰۰۵

فصل توفند ۲۰۰۵ اقیانوس اطلس (انگلیسی: 2005 Atlantic hurricane season)، فعال‌ترین فصل توفند اقیانوس اطلس در تاریخِ ثبت شده بود و بیشتر رکوردهای پیشین را شکست. این فصل طوفان، به عنوان هر سال، رسماً در تاریخ ۱ ژوئن آغاز شد و در ۳۰ نوامبر به پایان رسید. تأثیر این فصل گسترده و بسیار فاجعه بار بود. توفندهای این فصل باعث در مجموع ۳ هزار و نهصد و شصت کشته و تقریباً ۱۸۰٫۷ میلیارد دلار خسارت شده‌است و این باعث شده تا این فصل «دومین پر هزینه‌ترین فصل» در رکورد باشد که تنها فصل ۲۰۱۷ از آن فراتر رفت.
از میان طوفان‌های فرودکرده، پنج مورد از هفت توفند اصلی این فصل - دنیس، امیلی، کاترینا، ریتا و ویلما - هستند که مسئول بیشترین تخریب‌ها بوده‌اند. طوفان استن؛ با آنکه طوفان بزرگی نبود، مخرب‌ترین طوفان بود.ایالت‌های مکزیک کینتانا رو، یوکاتان و در ایالات متحده فلوریدا و لوئیزیانا هر دو بار توسط طوفان‌های بزرگ مورد اصابت قرار گرفتند. کوبا، باهاما، هائیتی، می‌سی‌سی‌پی، تگزاس، آلاباما و تامائولیپاس هر کدام یک بار مورد اصابت قرار گرفتند و دست کم یک مورد دیگر رُفته شدند.